# Карвуна
Вижте пояснителната страница за други значения на Карвуна.
Карвуна е село в Североизточна България. То се намира в община Балчик, област Добрич.

## География
Намира се северно от Варна. Древният град е на брега на Черно море.

## История
Карвуна е старобългарското наименование на древния Дионисопол (дн. Балчик). Външното сходство с името на съвременния гр. Каварна е повод на някои краеведи да ги отъждествяват, но археологическите и исторически сведения не са в полза на това твърдение. Карвуна е бил главен град на Карвунската област - така е наричана Добруджа в средновековието до идването на турците. Останките от замъка на болярите Балик и Добротица са открити над градската болница на Балчик в кв. „Хоризонт“ (Гемиджия), но са почти заличени от природните процеси. В квартал Васил Левски има останки от голямата крепост на Карвуна, строена от византийците и ползвана от тях и от българите през Първото Българско царство. По-късно поради трудностите с отбраната на обширната, разположена в равнината крепост и липсата на обзор към морето, българите строят цитадела, от която са запазени скромни останки на най-високия хълм в града - „Ехото“ (Джени баир), а боляринът Балик обитава споменатия замък срещу нея на възвишението над сегашната болница, южно от голямата крепост, който вековете днес са изличили напълно. Добротица, след като управлява известно време тук, премества столицата на Карвунското деспотство от Карвуна в Калиакра.

## Население
Численост на населението според преброяванията през годините:
| \| Година на преброяване \| Численост \| \| --------------------- \| --------- \| \| 1934 \| 151 \| \| 1946 \| 160 \| \| 1956 \| 287 \| \| 1965 \| 350 \| \| 1975 \| 16 \| \| 1985 \| 75 \| \| 1992 \| 121 \| \| 2001 \| 94 \| \| 2011 \| 86 \| \| 2021 \| 0 \| |           |
| Година на преброяване | Численост |
| 1934 | 151       |
| 1946 | 160       |
| 1956 | 287       |
| 1965 | 350       |
| 1975 | 16        |
| 1985 | 75        |
| 1992 | 121       |
| 2001 | 94        |
| 2011 | 86        |
| 2021 | 0         |

### Етнически състав

#### Преброяване на населението през 2011 г.
Численост и дял на етническите групи според преброяването на населението през 2011 г.:
|                     | Численост | Дял (в %) |
| Общо                | 86        | 100.00    |
| Българи             | 58        | 67.44     |
| Турци               | ?         | ?         |
| Цигани              | 21        | 24.41     |
| Други               | ?         | ?         |
| Не се самоопределят | ?         | ?         |
| Неотговорили        | –         | –         |